# Suzuki GT 50
La Suzuki GT 50, ou Suzuki AP 50 en Europe, est un modèle de motocyclette du constructeur japonais Suzuki.
Elle reprend le même design que les versions de cylindrées supérieures.

## Version spécifique à la France
La version vendue en France possède quelques spécificités. Les repose-pieds ont été remplacés par des pédales pour respecter les normes en vigueur à l'époque. Cette version est également bridée par un carburateur plus petit (pas de bride dans le pot) et la boîte a été amputée de son 5e rapport pour atteindre la vitesse maximale de 45-50 km/h en 4e.
En 1979, en France, elle avait bien 5 vitesses. Le bridage était dû à la suppression des clapets sur le cylindre. On pouvait acheter un cylindre d'origine, et cette moto pouvait monter à 90 km/h au compteur, sans aucune autre modification.